# Archie und Harry – Sie können’s nicht lassen
Archie und Harry – Sie können’s nicht lassen (Tough Guys) ist eine US-amerikanische Filmkomödie von Jeff Kanew aus dem Jahr 1986. Die Hauptrollen spielten Burt Lancaster und Kirk Douglas.

## Handlung
Harry Doyle und Archie Long werden nach 30 Jahren aus dem Gefängnis entlassen. Sie waren wegen des letzten Eisenbahnraubs in den Vereinigten Staaten Mitte der 50er Jahre verurteilt worden.
Doyle kommt in ein Altenheim. Er verweigert den Verzehr der seniorengerechten, allerdings qualitativ fragwürdigen Speisen mit einem Hinweis darauf, dass er noch sämtliche Zähne habe. Archie bekommt einige Aushilfsjobs, Kunden wie Arbeitgeber überfordern jedoch seine durchaus vorhandene Geduld. Kollegen von damals befinden sich auch schon im Rentenalter, die Stammkneipen von damals sind größtenteils abgerissen oder nicht mehr dieselben.
Sergeant Yablonski, der die beiden in den 50er Jahren wegen des Raubs verhaftet hatte, verfolgt und nervt die beiden Seniorengangster erneut. Sein Motto: „Einmal ein Dieb, immer ein Dieb.“ Auch Leon B. Little, ein seit damals auf sie angesetzter, mittlerweile ziemlich kurzsichtiger Auftragskiller, ist lästig.
Doyle und Long erfahren, dass der Zug, der „Gold Coast Flyer“, den sie einst überfielen, nun ausgemustert werden soll. Die behördliche Fürsorge ärgert, man hat ja schließlich seinen Beruf gelernt. Sie überfallen den Zug auf seiner letzten Fahrt erneut.
Ihr noch junger Bewährungshelfer hilft den beiden bei der anschließenden Schießerei aus der Patsche. Doyle und Long koppeln den Waggon mit ihm allerdings ab, damit dem Beamten die Zukunft nicht geraubt ist.
Der Zug erreicht nach einer Verfolgungsjagd Mexiko und bleibt erst hinter der Grenze stehen, wo sie von der mexikanischen Polizei verhaftet werden.

## Synchronisation
Die deutsche Fassung entstand in den Studios der Berliner Synchron GmbH Wenzel Lüdecke. Das Dialogbuch schrieb Michael Nowka, der auch die Regie übernahm.
| Darsteller       | Rolle             | Synchronsprecher  |
| ---------------- | ----------------- | ----------------- |
| Burt Lancaster   | Harry Doyle       | Holger Hagen      |
| Kirk Douglas     | Archie Long       | Arnold Marquis    |
| Charles Durning  | Deke Yablonski    | Gerd Duwner       |
| Alexis Smith     | Belle             | Dagmar Altrichter |
| Dana Carvey      | Richie Evans      | Michael Nowka     |
| Darlanne Fluegel | Skye              | Sabine Sebastian  |
| Eli Wallach      | Leon B. Little    | Klaus Miedel      |
| Monty Ash        | Vince             | n.n               |
| Billy Barty      | Philly            | Wolfgang Spier    |
| Simmy Bow        | Schultz           | Jochen Schröder   |
| Darlene Conley   | Gladys Ripps      | Gudrun Genest     |
| Graham Jarvis    | Richies Boss      | Eric Vaessen      |
| Ernie Sabella    | Hotelangestellter | Claus Jurichs     |

## Kritiken
Roger Ebert schrieb in der Chicago Sun-Times vom 3. Oktober 1986, der Film wäre besser, wenn die beiden Hauptcharaktere realistischer wären. Einige Nebencharaktere seien unnötig.
Rita Kempley lobte in der Washington Post vom 3. Oktober 1986 die Darstellung von Eli Wallach, die Zusammenarbeit von Burt Lancaster und Kirk Douglas sowie die Regie von Jeff Kanew.
Das Lexikon des internationalen Films urteilte: „Die dünne Story dient lediglich als Vehikel für zwei große Stars. Burt Lancaster und Kirk Douglas räumen mit den Stereotypen des Drehbuchs auf ihre Art auf.“
Die Redaktion von prisma.de kritisierte die mangelnde Originalität der Handlung und lobte die beiden Hauptdarsteller.

## Auszeichnungen
Der Song They Don’t Make Them Like They Used To, gesungen von Kenny Rogers, wurde im Jahr 1987 für den Golden Globe Award nominiert.
Die Deutsche Film- und Medienbewertung FBW in Wiesbaden verlieh dem Film das Prädikat „besonders wertvoll“.

## Hintergründe
Der Film wurde in Los Angeles, Kalifornien gedreht. Er spielte in den Kinos der USA 21,46 Millionen US-Dollar ein.
Die zu dieser Zeit international noch relativ unbekannte Band Red Hot Chili Peppers spielt sich in einer Club-Szene selbst.
Die Dampflokomotive, die im Film zu sehen ist, ist die GS-4 der „Southern Pacific“ mit der Nummer 4449, auch bekannt als Morning Daylight wegen ihres orange-roten Farbkleides.
Die 4449 steht heute noch als Museumslok unter Dampf und absolviert viele Sonderfahrten für Eisenbahnfans.